# Kabinett Beck I
Das Kabinett Beck I war das 18. Kabinett der Landesregierung des Landes Rheinland-Pfalz nach dem Zweiten Weltkrieg. Es begann am 26. Oktober 1994 und wurde vom Kabinett Beck II abgelöst.
| Amt                                             | Name            | Partei | Partei |
| ----------------------------------------------- | --------------- | ------ | ------ |
| Ministerpräsident                               | Kurt Beck       |        | SPD    |
| Stellvertreter des Ministerpräsidenten          | Rainer Brüderle |        | FDP    |
| Wirtschaft, Verkehr, Landwirtschaft und Weinbau | Rainer Brüderle |        | FDP    |
| Inneres und Sport                               | Walter Zuber    |        | SPD    |
| Finanzen                                        | Gernot Mittler  | SPD    |        |
| Justiz                                          | Peter Caesar    |        | FDP    |
| Arbeit, Soziales und Gesundheit                 | Florian Gerster |        | SPD    |
| Kultur, Jugend, Familie und Frauen              | Rose Götte      | SPD    |        |
| Umwelt und Forsten                              | Klaudia Martini | SPD    |        |
| Bildung, Wissenschaft und Weiterbildung         | Jürgen Zöllner  | SPD    |        |